# Zweifamilienhaus Karl Hebenstreit
Das Zweifamilienhaus für den Radebeuler Kaufmann Karl Hebenstreit liegt in der Goethestraße 37 im  Ursprungsstadtteil der sächsischen Stadt Radebeul. Das mit seiner Einfriedung unter Denkmalschutz stehende Gebäude wurde 1938 von dem Radebeuler Architekten Albert Patitz entworfen. Der Entwurf ähnelt dem etwa zeitgleich vom selben Architekten entworfenen Zweifamilienhaus Heinrich Wentzel.

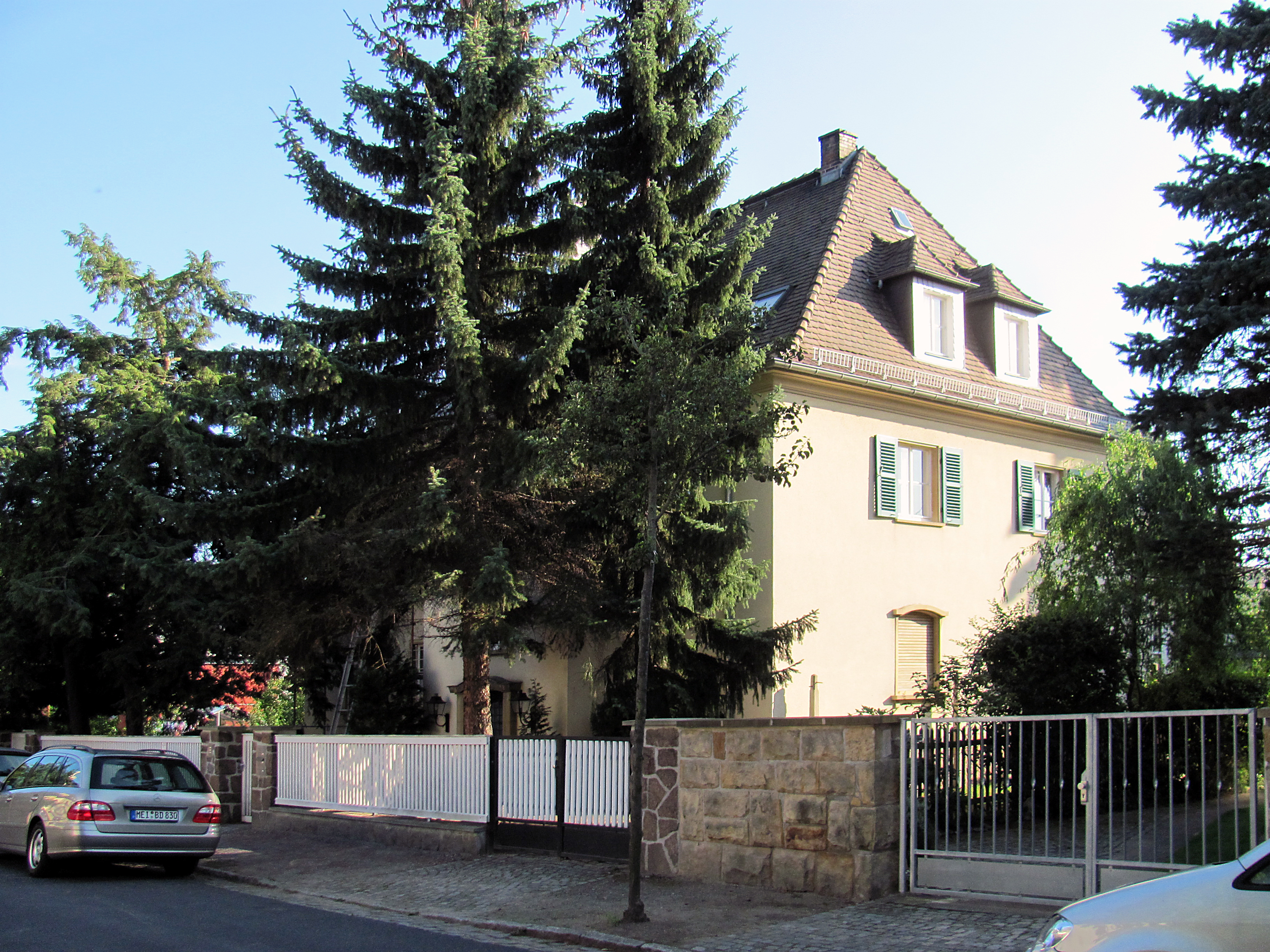
Zweifamilienhaus Karl Hebenstreit

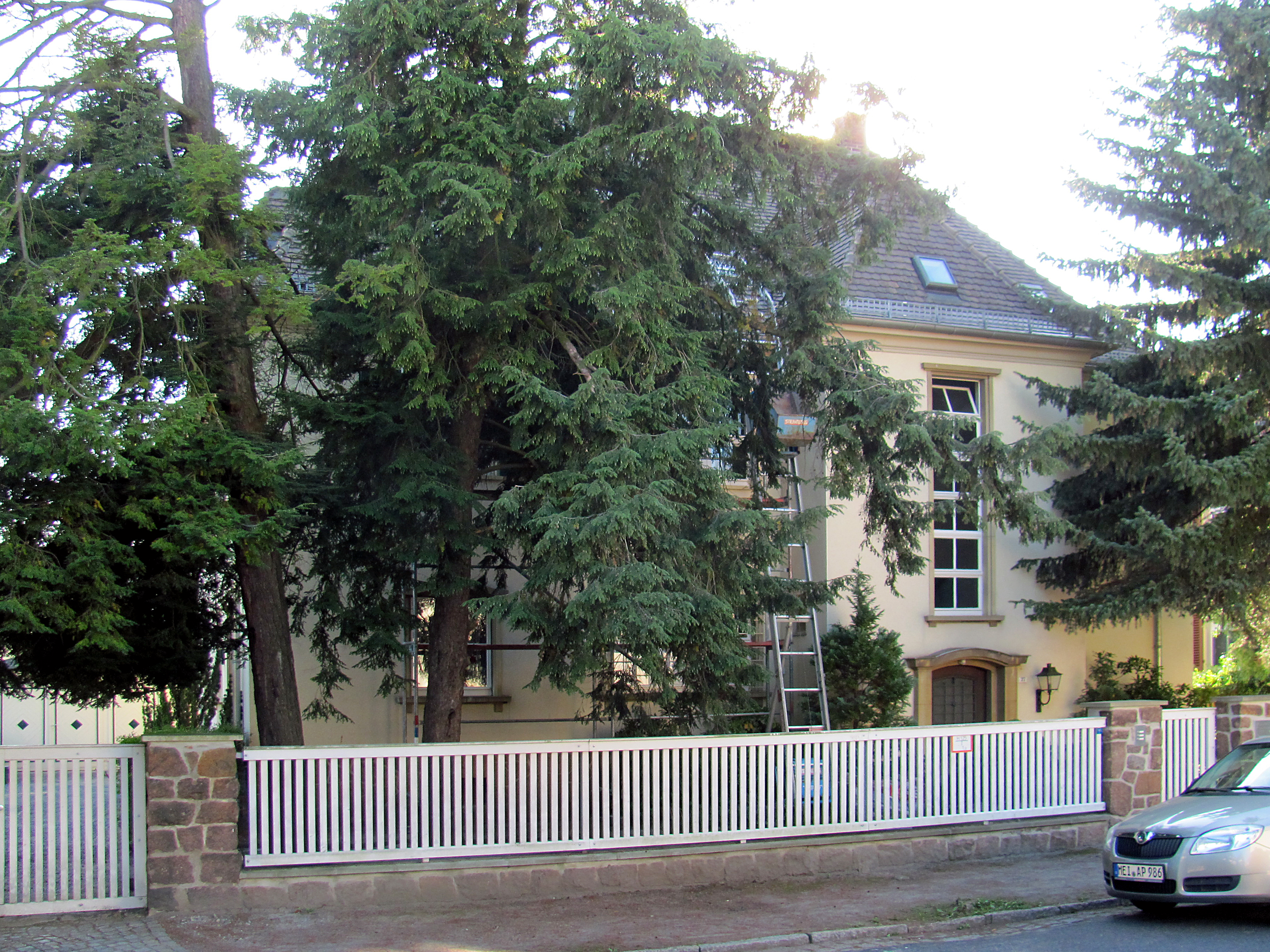
Zweifamilienhaus Karl Hebenstreit

## Beschreibung
Das für Karl Hebenstreit gebaute zweigeschossige Zweifamilienhaus hat ein steiles, stark ausgebautes Walmdach. Die teils hoch-, teils querrechteckigen Fenster werden durch Betoneinfassungen umrahmt, teilweise befinden sich Klappläden daran. Der Architekt legte fest, dass die Fassade ein hellgetönter Kieskratzputz über einem Meißner Granitstein-Sockel zu sein habe.
In der Straßenansicht befinden sich der Eingang sowie ein Treppenhausrisalit mit einem vertikalen Fensterband. In der Gartenansicht befinden sich linksseitig eine massive Veranda mit einem Austritt obenauf sowie stichbogige Fenster im Erdgeschoss. Im Dach befindet sich eine Hechtgaube.